# Camanche Township
Die Camanche Township ist eine von 18 Townships im Clinton County im Osten des US-amerikanischen Bundesstaates Iowa.

## Geografie
Die Camanche Township liegt im Osten von Iowa an der Mündung des Wapsipinicon River in den Mississippi, der die Grenze zu Illinois bildet. Die Grenze zu Wisconsin befindet sich rund 110 km nördlich.
Die Camanche Township liegt auf 41°46′43″ nördlicher Breite und 90°18′02″ westlicher Länge und erstreckt sich über 58,61 km², die sich auf 50,43 km² Land- und 8,18 km² Wasserfläche verteilen.
Die Camanche Township liegt im Südosten des Clinton County und grenzt im Süden an das Scott County. Am gegenüberliegenden Mississippiufer liegt das Whiteside und das Rock Island County in Illinois. Innerhalb des Clinton County grenzt die Camanche Township im Osten an die Eden Township und im Norden an die keiner Township angehörende Stadt Clinton sowie über eine Enklave an die Center Township.

## Verkehr
Durch die Camanche Township führt entlang des Mississippi der an dieser Stelle den Iowa-Abschnitt der Great River Road bildende U.S. Highway 67. Die Nordgrenze der Township wird vom U.S. Highway 30 gebildet. Alle weiteren Straßen sind County Roads sowie weiter untergeordnete und zum Teil unbefestigte Fahrwege.
Durch die Camanche Township führt eine entlang des Mississippi verlaufende Eisenbahnlinie der Canadian National Railway. Durch den Norden der Township verläuft eine weitere Eisenbahnlinie, die von der Union Pacific Railroad betrieben wird.
Der nächstgelegene Flugplatz ist der rund 2 km nördlich der Township gelegene Clinton Municipal Airport; der nächstgelegene größere Flughafen ist der rund 45 km südlich gelegene Quad City International Airport.

## Bevölkerung
Bei der Volkszählung im Jahr 2010 hatte die Township 4630 Einwohner. Neben Streubesiedlung existieren in der Camanche Township folgende Siedlungen:
City
- Camanche

Unincorporated Communities
- Folletts1
- Shaffton

1 – teilweise in der Eden Township